# David Norquist

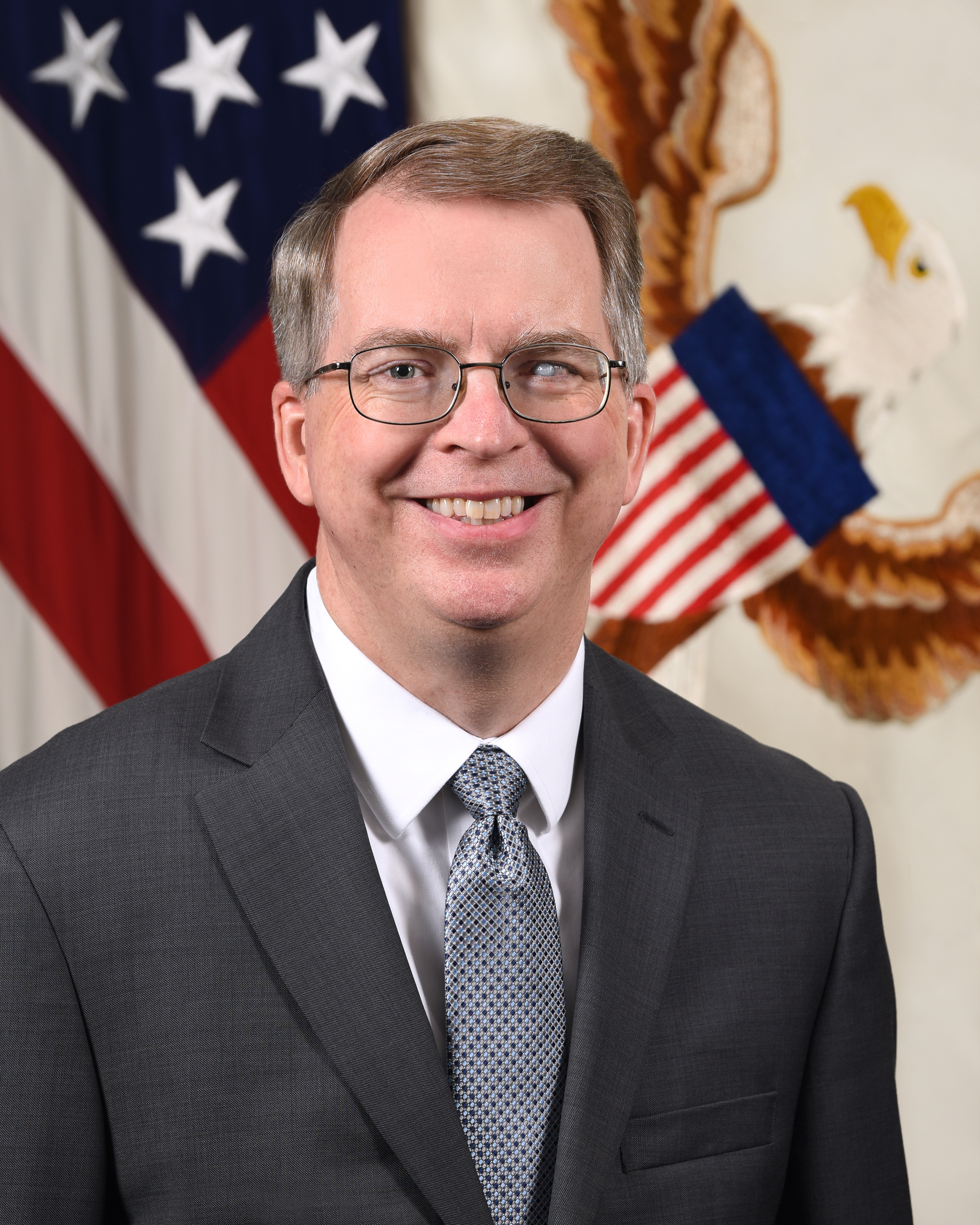
David L. Norquist (2019)

David Lutz Norquist (* 24. November 1966 in Concord (Massachusetts)) ist ein US-amerikanischer Finanzmanager und Regierungsbeamter, zuletzt von 2019 bis 2021 der United States Deputy Secretary of Defense.

## Leben
Norquist  schloss sein Studium an der University of Michigan mit einem Bachelor of Arts und Master in Public Policy 1989 ab. 1995 erwarb er noch einen Masterabschluss in National Security Studies an der Georgetown University.
Norquist begann seine Laufbahn 1989 als Presidential Management Fellow und GS-9 Program Budget Analyst, eine Position im Department of the Army, wo er vier Jahre blieb. 1993 bis 1995 war er Haushaltsexperte im U.S. Army Intelligence and Security Command. Norquist leitete das Resource Management an der Menwith Hill Station in Harrogate (GB) für das U.S. Army Intelligence and Security Command von 1995 bis 1996. Zwischen 1997 und 2002 diente Norquist im Subcommittee on Defense for the United States House Committee on Appropriations. Von 2002 bis 2006 war er Stellvertretender Vizestaatssekretär im Office of the Under Secretary of Defense Comptroller of the Department of Defense.
2006 wurde Norquist von US-Präsident George W. Bush zum Hauptfinanzverantwortlichen im Department of Homeland Security ernannt, was er vom 1. Juni 2006 bis 1. Dezember 2008 war.
2008 trat Norquist der public accounting firm Kearney and Company in der Privatwirtschaft bei.
Am 20. März 2017 machte Donald Trump seine Absicht bekannt, Norquist zum Under Secretary of Defense (Comptroller)/Chief Financial Officer zu ernennen. Der US-Senat bestätigte ihn einstimmig. Als Comptroller beaufsichtigte er das erste Audit über $ 2.7 Billionen, das über 1000 auswärtige Auditors beanspruchte und "major flaws" entdeckte, aber keine größeren Fälle von Betrug oder Missbrauch.
Im Dezember 2018 wurde nach dem Rücktritt von James N. Mattis als Secretary of Defense der Vizestaatssekretär Patrick M. Shanahan zum geschäftsführenden Minister ernannt, worauf Norquist der geschäftsführende deputy secretary wurde. Erst nach mehreren Monaten erfolgte die formelle Nominierung. Nachdem auch Shanahan plötzlich am 18. Juni 2019 zurückgetreten war, wollte Donald Trump den Army secretary Mark Esper nominieren. Am 21. Juni gab der Präsident die Nominierung von Norquist zum deputy secretary bekannt. Er wurde am 30. Juli 2019 bestätigt  nach bereits mehreren Monaten Amtsführung. Seit dem 8. Februar 2021 ist wegen des Präsidentenwechsels seine Nachfolgerin Kathleen Hicks.
Norquist und seine Frau Stephanie haben drei Kinder. Er ist der jüngere Bruder von Grover Norquist, Gründer von Americans for Tax Reform.

## Publikationen
- Questia. Abgerufen am 1. Januar 2021 (englisch).The Defense Budget. Is It Transformational?, Joint Force Quarterly (National Defense University publication), Sommer 2002.

## Einzelbelege
1. ↑  David L. Norquist > U.S. DEPARTMENT OF DEFENSE > Biography. Abgerufen am 1. Januar 2021 (englisch).
2. ↑  - NOMINATION OF DAVID L. NORQUIST. Abgerufen am 1. Januar 2021.
3. ↑   Trump to Nominate Kearney & Co. Partner David Norquist as DoD Comptroller (Memento des Originals vom 12. April 2017 im Internet Archive) In: Executive Gov. Abgerufen am 10. April 2017
4. ↑  Christopher Woody: Trump just nominated several people for top Pentagon jobs. Abgerufen am 1. Januar 2021.
5. ↑  David Norquist | C-SPAN.org. Abgerufen am 1. Januar 2021.
6. ↑  Trump Picks Boeing Executive Shanahan to Become Pentagon's No. 2. 16. März 2017, abgerufen am 1. Januar 2021 (amerikanisches Englisch).
7. ↑  Aaron Mehta, Joe Gould: Senate confirms three appointees to Pentagon. 8. August 2017, abgerufen am 1. Januar 2021 (amerikanisches Englisch).
8. ↑  Aaron Mehta: Here’s what the Pentagon’s first-ever audit found. 16. November 2018, abgerufen am 1. Januar 2021 (amerikanisches Englisch).
9. ↑  Aaron Mehta: Pentagon comptroller to serve as acting deputy defense secretary. 2. Januar 2019, abgerufen am 1. Januar 2021 (amerikanisches Englisch).
10. ↑  Michael D. Shear, Helene Cooper: Shanahan Withdraws as Defense Secretary Nominee, and Mark Esper Is Named Acting Pentagon Chief (Published 2019). In: The New York Times. 18. Juni 2019, ISSN 0362-4331 (nytimes.com [abgerufen am 1. Januar 2021]).
11. ↑  Senate Considers Norquist for DOD Deputy. Abgerufen am 1. Januar 2021 (amerikanisches Englisch).
12. ↑  New homeland CFO faces tough challenge. Abgerufen am 1. Januar 2021 (englisch).

| Personendaten    | Personendaten                                    |
| ---------------- | ------------------------------------------------ |
| NAME             | Norquist, David                                  |
| ALTERNATIVNAMEN  | Norquist, David Lutz                             |
| KURZBESCHREIBUNG | US-amerikanischer Politiker und Haushaltsexperte |
| GEBURTSDATUM     | 24. November 1966                                |
| GEBURTSORT       | Concord (Massachusetts)                          |